# أبو أحمد (قرية)
قرية ابوأحمد هي إحدى القرى التابعة لمركز سيدي سالم في محافظة كفر الشيخ في جمهورية مصر العربية. حسب إحصاءات سنة 2006، بلغ إجمالي السكان في ابوأحمد 5556 نسمة، منهم 2950 رجل و2606 امرأة.